# NGC 7084
NGC 7084 je jedan do danas nepotvrđen objekt u zviježđu Pegazu. Sva promatranja poslije nisu na tom položaju našla nikoji objekt.

## Vanjske poveznice
- (engl.) SEDS: NGC 7084
- (engl.) Hartmut Frommert: Revidirani Novi opći katalog
- (engl.) Izvangalaktička baza podataka NASA-e i IPAC-a
- (engl.) Astronomska baza podataka SIMBAD
- (engl.) VizieR
- DSS-ova slika NGC 7084
- (engl.) Auke Slotegraaf: NGC 7084 Deep Sky Observer's Companion
- (engl.) Courtney Seligman: Objekti Novog općeg kataloga: NGC 7050 - 7099